# Ensina sonchi
Ensina sonchi är en tvåvingeart som först beskrevs av Carl von Linné 1767.  Ensina sonchi ingår i släktet Ensina och familjen borrflugor. Arten är reproducerande i Sverige. Inga underarter finns listade i Catalogue of Life.

## Bildgalleri

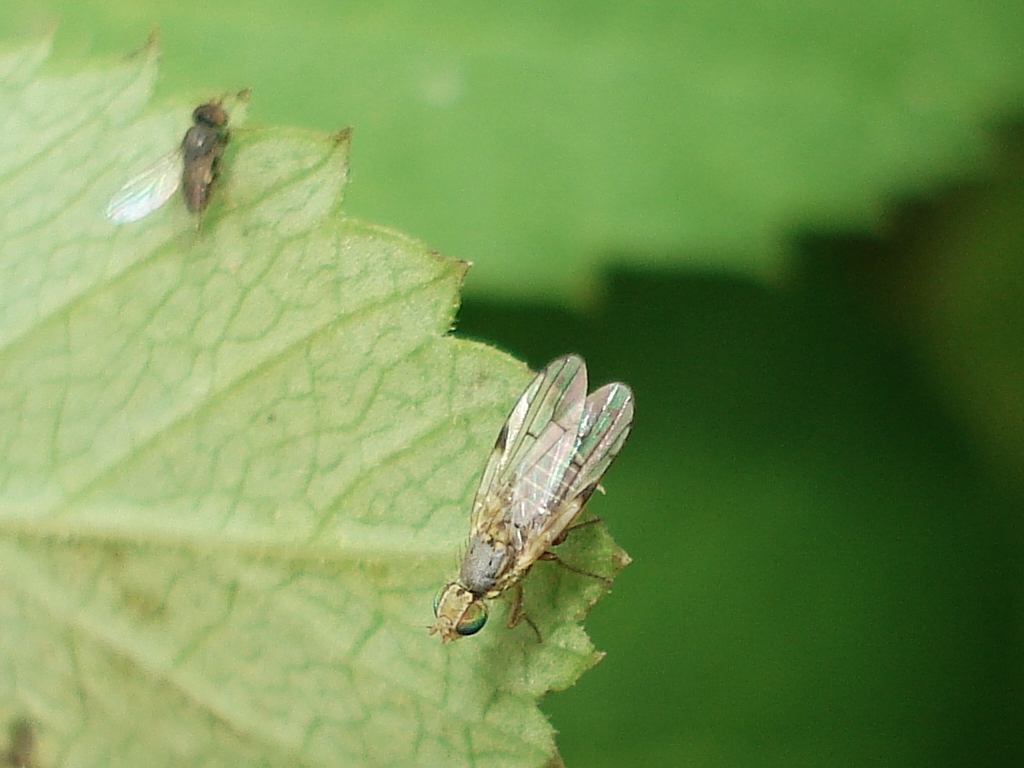
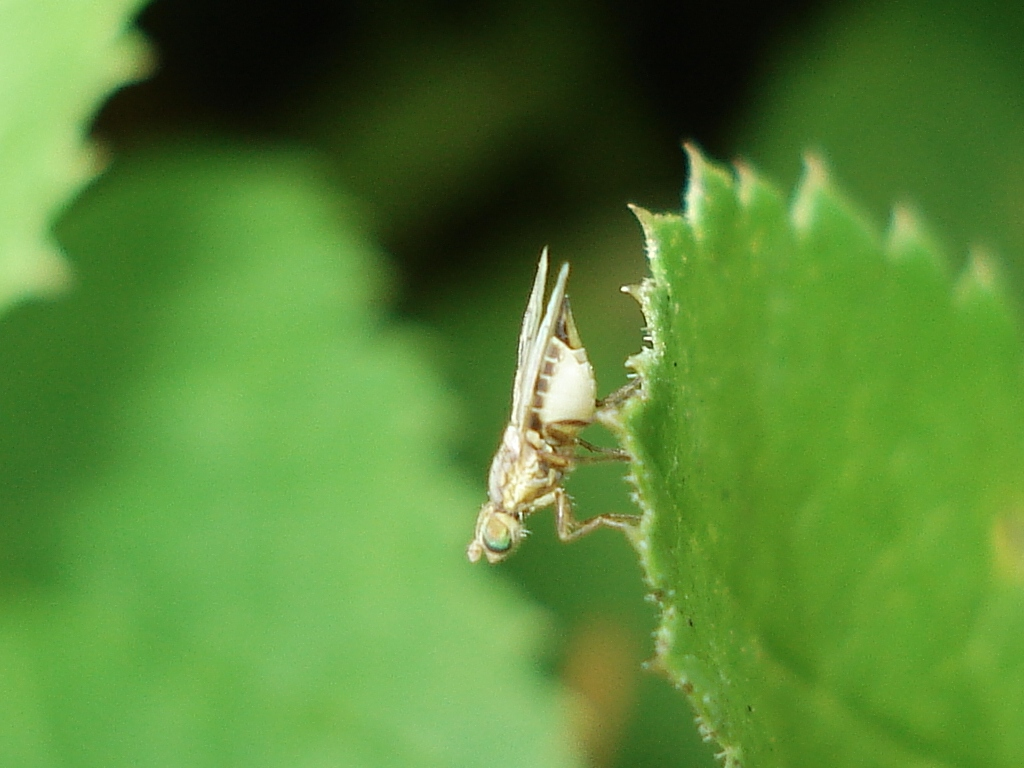